# Servant's quarters

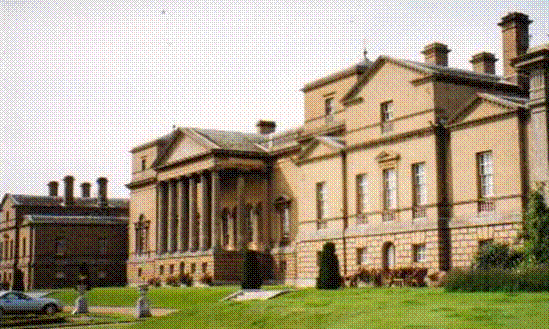
Holkham Hall från 1700-talet.

Servants' quarters är en beteckning för delar av en byggnad, framför allt ett privathem, som är husrum för hushållsanställda.  Från sent 1600-tal till tidigt 1900-tal var de vanliga i många större hus. Ibland var de en del av ett mindre hus, i källaren eller vindsvåningen, framför allt ett townhouse, medan de i större hus är en del byggt för dessa ändamål. I arkitekturbeskrivningar och guideböcker för så kallade "stately homes" förbises ofta "servants' quarters", men de har ändå en viktig betydelse inom socialhistoria, ofta minst lika intressant som husets övriga delar.

## 1900-talet
Under 1900-talet minskade antalet husligt anställda, vilket framför allt började märkas åren efter första världskriget.  I Europa har många herrgårdsägare även demolerat dessa delar av byggnader.  Drottning Elizabeth II av Storbritannien gjorde till exempel detta vid Sandringham House under 1980-talet, medan man i West Wycombe Park tog bort taket som nu fungerar som trädgård. På vissa andra ställen har servants' quarters  blivit restauranger, affärer och kontor, medan sovrummen används av turister.  I de fall som anställda finns kvar är det vanligare att de bor i lägenhetsliknande rum skapade vid tidigare former servants' quarters, eller som vid Woburn Abbey där tjänstefolkets vindssovrum blivit större svorum, använda av ägarna.